# John Gaillard
John Gaillard (Berkeley megye, 1765. szeptember 5. – Washington, 1826. február 26.) amerikai politikus, szenátor (Dél-Karolina, 1819 – 1832). A Demokrata-Republikánus Párt tagja.

## Pályafutása
Gaillard Dél-Karolinában született, amikor az még brit gyarmat volt. Angliában jogot tanult, de aztán visszatért Amerikába és a függetlenség kivívása után 1794-től 1796-ig a dél-karolinai állami képviselőház, 1796-tól 1804-ig pedig az állami szenátus tagja volt. 1803–4-be az utóbbi testület elnökének is megválasztották.
1804-ben megválasztották a Pierce Butler lemondásával megüresedett helyre a washingtoni szenátusba. Ezután négy ízben is újraválasztották 1806-ban, 1812-ben, 1818-ban és 1827-ben. Az Amerikai Egyesült Államok Szenátusának pro tempore elnöke volt a 11. és a 13–19. kongresszusok idején. 1804. december 6-tól 1826. február 26-án bekövetkezett haláláig szolgált a szenátusban. Sírja Washingtonban, a Kongresszusi Temetőben van.